# Lijst van Nederlandse autosnelwegen
Hieronder een overzicht van autosnelwegen in Nederland:

## Lijst
Hier volgen de autosnelwegen met de belangrijkste plaatsen aan of in de buurt van de autosnelwegen:
- : Amsterdam - Hilversum - Amersfoort - Apeldoorn - Deventer - Hengelo - Duitsland
- : Amsterdam - Utrecht - 's-Hertogenbosch - Eindhoven - Weert - Geleen - Maastricht - België
- : Amsterdam - Schiphol - Leiden - Den Haag - Delft - Schiedam - Vlaardingen - Hoogvliet - Pernis - Knooppunt Benelux
- : Knooppunt Sabina - Bergen op Zoom - België
- : Hoofddorp - Westpoort - Knooppunt Coenplein (aansluiting A10)
- : Knooppunt Muiderberg - Almere - Lelystad - Emmeloord - Lemmer - Joure (aansluiting op de A7).
- : Zaanstad - Purmerend - Hoorn - Afsluitdijk - Sneek - Joure - Heerenveen - Drachten - Groningen - Hoogezand - Winschoten - Bad Nieuweschans - Duitsland
- : Amsterdam - Zaanstad
- : Diemen (Gaasperdammerweg) - Amstelveen - Haarlem - Beverwijk - Alkmaar
- : ringweg Amsterdam
- : Duitsland - Zevenaar - Arnhem - Ede - Utrecht - Gouda - Zoetermeer - Den Haag
- : Den Haag - Rotterdam
- : Maasvlakte - Europoort - Rotterdam - Gorinchem - Tiel - Nijmegen - Bemmel
- : Rotterdam - Dordrecht - Breda - België
- : Moerdijk - Roosendaal
- : Zevenaar - Doetinchem - Varsseveld
- : Gouda - Rotterdam - Vlaardingen - Maassluis
- : IJmuiden - Beverwijk
- Vlaardingen - Rozenburg (Zuid-Holland)
- : Breda - Gorinchem - Utrecht - Hilversum - Huizen - Almere
- : Utrecht - Amersfoort - Harderwijk - Zwolle - Meppel - Hoogeveen - Assen - Groningen
- : Rotterdam - Knooppunt Sabina
- : Barneveld - Ede
- : Harlingen - Franeker - Leeuwarden
- : Meppel - Steenwijk - Heerenveen - Akkrum - Leeuwarden
- : Enschede - Hengelo - Almelo - Wierden
- : Hoogeveen - Emmen - Duitsland
- : Knooppunt Ridderkerk - Ridderkerk
- : Wassenaar - Leiden - Nieuw-Vennep
- : Eindhoven - Oss - Nijmegen - Arnhem - Apeldoorn - Zwolle
- : Eindhoven - Tilburg - Breda - Roosendaal - Bergen op Zoom - Goes - Middelburg - Vlissingen
- : Hellegatsplein - Moerdijk - Waalwijk - 's-Hertogenbosch - Oss
- : Tilburg - Berkel-Enschot
- : Vught - Knooppunt Vught
- : België - Eindhoven - Venlo - Duitsland
- : Knooppunt Ewijk - Nijmegen - Venlo - Roermond - Knooppunt Het Vonderen
- : Venlo - Duitsland
- : België - Stein - Geleen - Hoensbroek - Heerlen - Duitsland (Aken)
- : Boxmeer - Duitsland
- : Maastricht - Heerlen
- : Zwanenburg-Oost - Haarlem-Oost
- : Velsertunnel (A22) - Santpoort
- : Goes - Knooppunt De Poel
- : Eindhoven - Helmond
- : Arnhem - Knooppunt Ressen (voormalige A52)
- : Knooppunt Bankhoef - Wijchen
- : Arnhem - Dieren (Gelderland) (voormalige A48)
- : Knooppunt Neerbosch - Nijmegen

## Vroegere en toekomstige autosnelwegen
- Oorspronkelijk was Rijksweg 3 (A3) gepland van Amsterdam-Amstel via Woerden en Gouda naar Rotterdam, en in het Rijkswegenplan 1968 zelfs eindigende bij Dordrecht. Deze autosnelweg is er echter nooit gekomen. Tot 1976 heeft Rijksweg 3 wel bestaan, maar alleen op het traject van Rotterdam-Terbregseplein naar Gouda, dat een onderdeel is geworden van Rijksweg 20. De N3, die loopt op het traject Dordrecht–Papendrecht en daarmee het meest zuidelijke deel is van de ooit geplande A3, bestaat wel. Deze weg heeft kenmerken van een stadssnelweg, maar heeft de status autoweg. In Amstelveen zijn de taluds te zien van het geplande Knooppunt Ouderkerk aan de Amstel (type "vlinderdas") tussen de geplande A3 en de A9, dat echter nooit als zodanig in gebruik is genomen. Het is nu enkel de afslag Ouderkerk aan de Amstel/Amstelveen-Oost. In 2006 is de zuidelijke afrit echter heraangelegd. In 2007 is ook de zuidelijke oprit (richting Utrecht) aangepast. De oorspronkelijke taluds aan de zuidelijke zijde zijn toen verdwenen. In het stratenplan van Amsterdam-Buitenveldert en Amstelveen is de route wel nog steeds te herkennen, doordat de bebouwing op het tracé duidelijk nieuwer is dan de omringende.
- De A11 zou tussen Leiden A4 en Bodegraven A12 moeten lopen, maar deze weg wordt N11 genoemd. Opmerkelijk is wel dat de aansluiting met de A4 afritnummer 6a heeft meegekregen. Mocht de N11 in de toekomst alsnog A11 worden, kan het afritnummer verwijderd worden – verkeersknooppunten hebben geen nummer in Nederland – zonder dat de afritnummering op de A4 "gaten" krijgt. Hierbij krijgt N11 alsnog in de toekomst een vluchtstrook.

Andere lage nummers die ontbreken zijn de A14 en de A19.
- De A14 was oorspronkelijk gepland als autosnelweg tussen de A20 bij Rotterdam Wilgenplas naar de Landscheidingsweg bij Leidschendam. Enkel het gedeelte tussen de A4 en de N44 is na decennia praten op 19 november 2003 opengesteld als stadsautoweg N14 met kruispunten geregeld door verkeerslichten.
- De A19 ontbreekt eveneens. Rijksweg 19 van het Rijkswegenplan 1968 was feitelijk de A4 tussen knooppunt Ypenburg en Bergen op Zoom, de Zoomweg. Met het nummeren van deze rijksweg als A4 (in 1976) is het nummer A19 vacant geworden.

Ontbrekend hoog nummer:
- De A80 was oorspronkelijk gepland als autosnelweg tussen afrit Hilversum (A27) tot Hoofddorp. Deze zou de N201 gaan vervangen. Het feit dat afrit Hilversum te uitgebreid was voor zijn functie is een erfenis van de plannen voor deze snelweg. Deze afrit is inmiddels opnieuw aangelegd.

Vroeger ook autosnelweg:
- N33: Voor de verdubbeling was een deel in Assen de A33.
- N200: Vroeger een deel van de A200.
- N205: Rottepolderplein - Haarlem-Zuid (voormalige A205)
- N208: Haarlem - Santpoort (voormalige A208)
- N261: Tilburg - Loon op Zand (afgewaardeerd van snelweg naar autoweg)
- N280: Baexem - Roermond (voormalige Rijksweg 68)
- N281: Heerlen - Bocholtz (vroeger Rijksweg 76)
- Waterlinieweg: Utrecht (vroeger Rijksweg 22)

In aanbouw zijnde snelweg:
- A24: Rozenburg (A15) - Vlaardingen (A20) (Blankenburgverbinding)
- A16: Terbregseplein - aansluiting A13

Geplande snelwegen:
- A15: Bemmel - Zevenaar (A12)

## E-routes in Nederland
Let op: niet alle E-routes in Nederland zijn geheel uitgevoerd als autosnelweg
- E19 (A16-A20-A13-A4): België (Antwerpen) - Breda - Rotterdam - Den Haag - Leiden - Amsterdam
- E22 (A7-A8-A10): Duitsland (Leer) - Groningen - Heerenveen - Afsluitdijk - Amsterdam
- E25 (A2-N2-A2-A12-A20-N223): België (Luik) - Maastricht - Eindhoven - Utrecht - Rotterdam - Hoek van Holland
- E30 (A1-A28-A27-A12-A4-N211-N222-N213-N223): Duitsland (Osnabrück) - Hengelo - Apeldoorn - Amersfoort - Utrecht - Den Haag - Hoek van Holland
- E31 (A77-A73-A50-A15): Duitsland (westelijk Ruhrgebied) - Nijmegen - Rotterdam
- E34 (A67): Duitsland (Duisburg) - Venlo - Eindhoven - België (Antwerpen)
- E35 (A12-A2-A10): Duitsland (Emmerik) - Arnhem - Utrecht - Amsterdam
- E231 (A1): Amersfoort - Amsterdam
- E232 (A28): Groningen - Zwolle - Amersfoort
- E233 (A37): Hoogeveen - Emmen - Duitsland (Meppen)
- E311 (A27): Breda - Utrecht
- E312 (A58): Vlissingen - Breda - Eindhoven
- E314 (A76): Duitsland (Aken) - Heerlen - Geleen - België (Genk)